# Lumbres Communal Cemetery
Lumbres Communal Cemetery is een begraafplaats gelegen in de Franse plaats Lumbres (Pas-de-Calais). De militaire graven worden onderhouden door de Commonwealth War Graves Commission.
De begraafplaats telt 4 geïdentificeerde Gemenebest graven, waarvan 3 uit de Eerste Wereldoorlog en een uit de Tweede Wereldoorlog.